# Huguenots d'Afrique du Sud
 (octobre 2016).

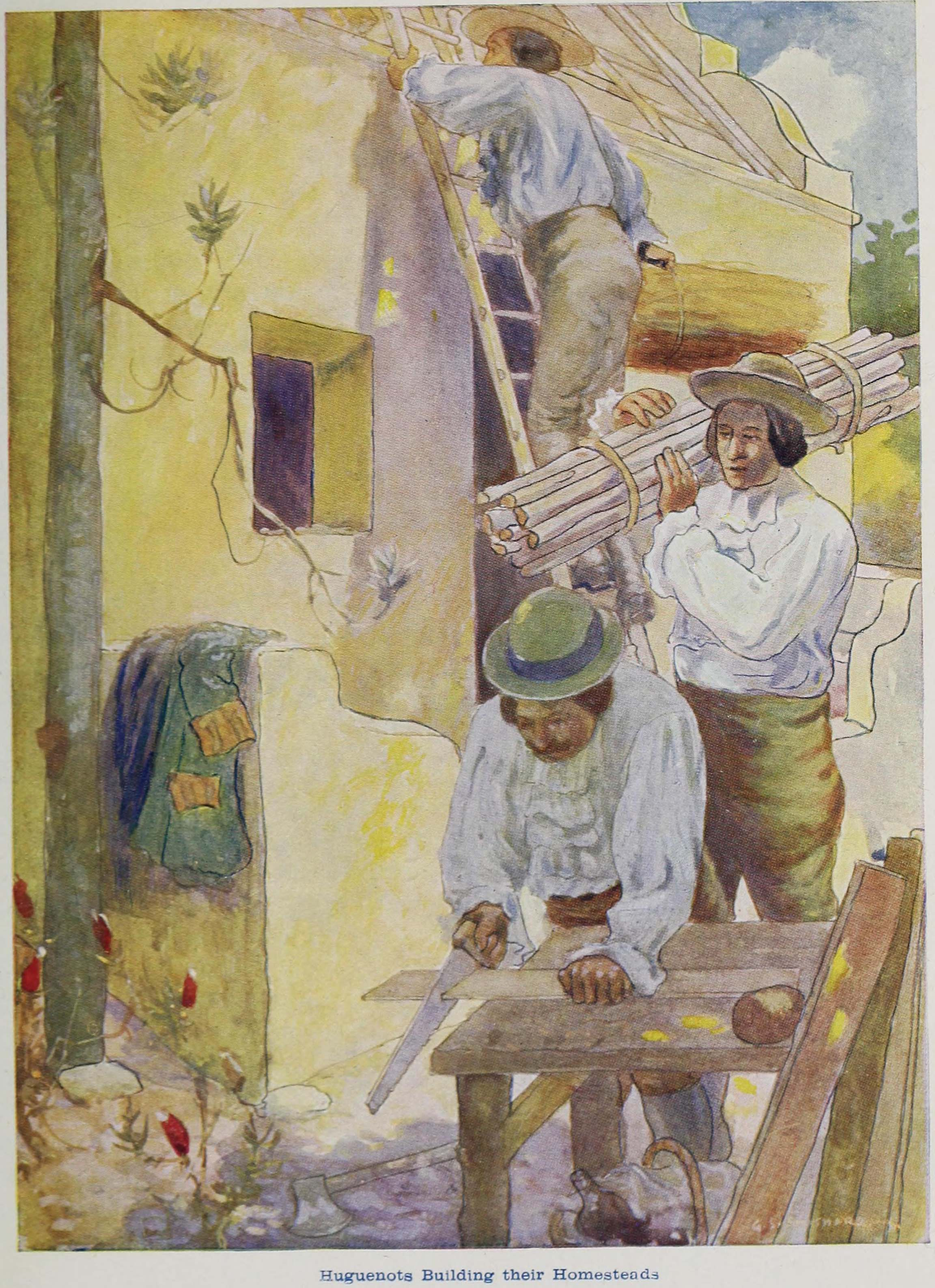
Les Huguenots construisent leurs maisons (gravure de 1909).

Les huguenots d'Afrique du Sud sont des descendants de Français protestants établis en Afrique du Sud depuis les persécutions religieuses et  la révocation de l'édit de Nantes en 1685. Les Huguenots représentent une composante de l'identité du peuple Afrikaners.

## Historique
Environ 1 200 des 200 000 protestants qui quittèrent la France après la révocation de l'édit de Nantes, de 1685 à 1715 choisissent de partir pour l'Afrique. De 1688 à 1691, 178 familles firent le voyage sur quatre bateaux dont le principal était l'Oosterland. L'un d'eux, le Berg China, long de 50 mètres, ayant quitté Rotterdam le 20 mars 1688, est arrivé devant la Baie de la Table le 4 août, quatre mois et demi après, pendant lesquels 19 passagers sont morts.
Ces protestants étaient originaires pour l'essentiel de deux groupes de régions, l'une s'étendant en arc de cercle de la Flandre à la Saintonge, l'autre allant du Dauphiné au Languedoc en passant par la Provence. Le Luberon, où la plupart des protestants étaient déjà des réfugiés de l'Église vaudoise, venus des Alpes et victimes en 1545 du massacre des Vaudois du Luberon, a fourni près d'un quart de l'effectif à lui seul.
À la différence du peuplement néerlandais qui formait alors l'essentiel de la Colonie du Cap et qui était surtout composée d'anciens fonctionnaires de la Compagnie néerlandaise des Indes orientales, les Huguenots, qui avaient fui leur pays pour cause de religion, appartenaient pour la plupart à la bourgeoisie moyenne ; un quart d'entre eux, si on se réfère aux listes de passagers, portait un nom à consonance aristocratique.[réf. nécessaire]
La Colonie du Cap était à l'époque une escale essentielle sur la route de Batavia pour les bateaux de la Compagnie néerlandaise des Indes orientales. Les 17 administrateurs de la Compagnie firent appel aux huguenots pour développer l'agriculture et la viticulture de la colonie afin de ravitailler les navires. 
Les plants de vigne passent de cent en 1655, trois ans après l’arrivée de Jan Van Riebeckk, à 1,5 million en 1700, dont 40 000 pour les frères de Villiers et autant pour Jean Roy, de Lourmarin (Luberon). Trois cents ans plus tard, le vin d'Afrique du Sud, septième producteur mondial, est concentré à 90 % dans l'ex-colonie huguenote. 
Les conditions d'embarquement définies par la Compagnie étaient sévères : aucun bagage n'était autorisé ; le voyage était gratuit, à condition d'obéir aux règles, dont l'obligation de rester au Cap au moins cinq ans, délai au bout duquel le retour était permis mais payant. Les Huguenots avaient la promesse de recevoir en arrivant autant de terres qu'ils pourraient en cultiver - en pratique, ils reçurent de 30 à 60 morgen, soit environ 15 à 30 hectares - ainsi que les outils et les semences nécessaires.
Le voyage était loin d'être exempt de dangers : tempêtes, pirates, vaisseaux du Roi, et surtout les maladies, scorbut, en particulier. Malgré cela, les 4 navires arrivèrent à bon port.
Comme ils avaient été bien reçus aux Provinces-Unies, les Huguenots furent aussi bien accueillis par le commandeur du Cap, Simon van der Stel. Les huguenots furent installés à une soixantaine de kilomètres au nord-est du Cap, de l'autre côté de la Montagne de la Table, entre Paarl et ce qui devait devenir Franschhoek (le « coin des Français »). 
La terre était fertile, mais très sauvage et il fallait trois ans au moins pour la défricher. En outre, les promesses d'aide en matériels furent loin d'être toutes tenues. Les sites d'accueil étaient connus pour être fréquentés par les éléphants, qui avaient donné leur nom à la vallée. Les viticulteurs vaudois du Luberon  Pierre Joubert et Jean Roy fondèrent des domaines réputés.
Progressivement, les relations entre le gouverneur, et surtout son fils qui lui succéda, et les huguenots se détériorèrent. La Compagnie souhaitait l'assimilation des huguenots en de « bons paysans néerlandais », alors que les Français tenaient à conserver leur langue et leurs traditions.
La cohésion entre huguenots est maintenue grâce au pasteur d'Embrun, Pierre Simond qui avait rejoint la colonie. Mais, après son départ, la Compagnie interdit bientôt aux nouveaux arrivants d'avoir des pasteurs et des instituteurs français. Le résultat fut qu'en moins de deux générations, vers 1730, la langue française avait disparu.

## L'héritage huguenot aujourd'hui
Les colons français finirent par faire fructifier leurs terres et s'enrichirent au cours du XVIIIe siècle. Ils ne participèrent que peu au « Grand Trek » de 1836, la migration vers le nord-est du pays qui vit la fondation de l'État libre d'Orange et du Transvaal.
Aujourd'hui, 20 % des Afrikaners portent des noms français : du Plessis, de Villiers, du Toit, Theron, le Clos, Joubert, Malan, Fouché, Naudé, Terreblanche, Roux, Le Roux, Olivier, Marais, etc. Certains de ces patronymes se sont mutés en de Klerk pour Leclerc, Pienaar pour Pinard, Viljoen pour Villon, Retief pour Rétif, etc.
Les fermes et domaines viticoles près du Cap ont également conservé leurs noms d'origine, qu'il soit géographique, comme La Motte (pour La Motte-d'Aigues), L'Ormarin (pour Lourmarin), deux villages du Vaucluse, ou encore La Brie, Picardie, Chamonix, etc., religieux, comme Bethléem, ou plus anecdotique, comme Plaisir de Merle ou La Concorde…
La tradition religieuse s'est maintenue : on dit que si Calvin revenait sur terre, c'est en Afrique du Sud qu'il reviendrait. L'Église réformée hollandaise a gardé totalement intacte la liturgie protestante de l'époque, et les cantiques de Clément Marot et Théodore de Bèze, dans leur traduction ancienne en néerlandais, avec l'harmonisation de Claude Goudimel. De cette époque où les huguenots manquaient de pasteurs, date également la tradition de la lecture quotidienne de la Bible et de sa lecture littérale. La pratique religieuse est restée vivace en Afrique du Sud.
Les Huguenots ont joué un rôle bien supérieur à celui que leur nombre représentait dans la création de l'ethos afrikaner. Ils en devinrent le fer de lance de la nouvelle nation. Le petit musée huguenot de Franschhoek montre bien la persistance de cette influence et se plaît à souligner l'abondance des noms français dans la politique, la finance, ou encore le rugby. Aujourd'hui, sur les trente six noms les plus répandus en Afrique du Sud, neuf sont d'origine huguenote.